# Харрат-эль-Бирк
Харрат-эль-Бирк (араб. حرة البرك‎) — вулканическое поле в Саудовской Аравии, в провинции Мекка.
Наивысшая точка — гора Джабаль-Хайиль, высотой 381 метр. Занимает площадь 1800 км². Находится на побережье Красного моря к западу от города Абха. Отделяет 2 прибрежные равнины Тихамат-эш-Шам и Тихамат-Асир.
Состоит из шлаковых конусов и застывших потоков лав, которые тянутся вдоль побережья Красного моря. Вулканическая деятельность началась в эпоху миоцена и закончилась в голоцене образованием шлаковых конусов. Потоки лавы отнесены к позднему плейстоцену и состоят из базальтов и трахитов.